# Maximiliano Lovera
Maximiliano Alberto Lovera (Laguna Blanca, 9 marzo 1999) è un calciatore argentino, centrocampista del Rosario Central.

## Caratteristiche tecniche
È un'ala destra.

## Carriera
Cresciuto nelle giovanili del Rosario Central, ha esordito il 2 maggio 2016 in occasione del match perso 1-0 contro il Gimnasia (LP).

## Statistiche

### Presenze e reti nei club
Statistiche aggiornate al 16 marzo 2018.
| Stagione        | Squadra         | Campionato      | Campionato | Campionato | Coppe nazionali | Coppe nazionali | Coppe nazionali | Coppe continentali | Coppe continentali | Coppe continentali | Altre coppe | Altre coppe | Altre coppe | Totale | Totale | Totale |
| Stagione        | Squadra         | Comp            | Pres       | Reti       | Comp            | Pres            | Reti            | Comp               | Pres               | Reti               | Comp        | Pres        | Reti        | Pres   | Reti   |        |
| --------------- | --------------- | --------------- | ---------- | ---------- | --------------- | --------------- | --------------- | ------------------ | ------------------ | ------------------ | ----------- | ----------- | ----------- | ------ | ------ | ------ |
| 2016            | Rosario Central | PD              | 2          | 0          | CA              | 0               | 0               |                    | -                  | -                  |             | -           | -           | 2      | 0      |        |
| 2016-2017       | Rosario Central | PD              | 15         | 2          | CA              | 1               | 0               |                    | -                  | -                  |             | -           | -           | 16     | 2      |        |
| 2017-2018       | Rosario Central | PD              | 15         | 0          | CA              | 4               | 0               | CS                 | 2                  | 0                  |             | -           | -           | 21     | 0      |        |
| 2018-2019       | Rosario Central | PD              | 19         | 0          | CA              | 1               | 0               | CL                 | 3                  | 0                  | CSL+SA      | 2+1         | 0           | 26     | 0      |        |
| lug.-ago. 2019  | Rosario Central | PD              | 4          | 0          |                 | -               | -               |                    | -                  | -                  |             | -           | -           | 4      | 0      |        |
| ago. 2019-2020  | Olympiacos      | SL              | 12+7       | 0+0        | CG              | 5               | 2               | UEL                | 2                  | 0                  |             | -           | -           | 26     | 2      |        |
| 2020-feb. 2021  | Olympiacos      | SL              | 4          | 0          | CG              | 1               | 0               |                    | -                  | -                  |             | -           | -           | 5      | 0      |        |
| Totale carriera | Totale carriera | Totale carriera | 78         | 2          |                 | 12              | 2               |                    | 7                  | 0                  |             | 3           | 0           | 100    | 4      |        |

## Palmarès

### Club

#### Competizioni nazionali
- Copa Argentina: 1

Rosario Central: 2017-2018
- Campionato greco: 1

Olympiakos: 2019-2020
- Coppa di Grecia: 1

Olympiakos: 2019-2020
- Copa de la Liga Profesional: 1

Rosario Central: 2023